# 1,039/Smoothed Out Slappy Hours
Albums de Green Day
Sweet Children
(1990) Kerplunk!
(1992)
1,039/Smoothed Out Slappy Hours est une compilation d'enregistrements déjà parus du groupe punk rock américain Green Day sortie en 1991. Elle est généralement considérée comme étant le premier album du groupe. Elle comprend leur premier LP 39/Smooth, les EP 1,000 Hours et Slappy, ainsi que la chanson I Want To Be Alone, parue originellement sur la compilation The Big One. Une version remastérisée est parue en 2004.

## Liste des chansons
1. At the Library - 2:26
2. Don't Leave Me - 2:39
3. I Was There - 3:36
4. Disappearing Boy - 2:51
5. Green Day - 3:28
6. Going to Pasalacqua - 3:30
7. 16 - 3:24
8. Road to Acceptance - 3:35
9. Rest - 3:05
10. The Judge's Daughter - 2:34
11. Paper Lanterns - 2:25
12. Why Do You Want Him ? - 2:32
13. 409 in Your Coffeemaker - 2:54
14. Knowledge - 2:19
15. 1.000 Hours - 2:25
16. Dry Ice - 3:44
17. Only of You - 2:45
18. The One I Want - 3:01
19. I Want to Be Alone - 3:09